# Firenze-Empoli
La Firenze-Empoli è una corsa in linea maschile di ciclismo su strada che si disputa ogni febbraio nella provincia di Firenze, in Italia. Riservata a Elite e Under-23, è parte del calendario nazionale come prova di classe 1.12, costituendone normalmente una delle due gare di apertura insieme alla Coppa San Geo.

## Albo d'oro
Aggiornato all'edizione 2023.
| Anno | Vincitore             | Secondo           | Terzo               |
| ---- | --------------------- | ----------------- | ------------------- |
| 1988 | Giovanni Scatà        |                   |                     |
| 1989 | Sandro Manzi          |                   |                     |
| 1990 | Valerio Donati        |                   |                     |
| 1991 | Maurizio Tomi         |                   |                     |
| 1992 | Paolo Fornaciari      |                   |                     |
| 1993 | Raffaele Cimmino      |                   |                     |
| 1994 | Alessandro Calzolari  |                   |                     |
| 1995 | Fabio Colombini       |                   |                     |
| 1996 | Gabriele Balducci     |                   |                     |
| 1997 | Luca Cei              |                   |                     |
| 1998 | Jaŭhen Senjuškin      |                   |                     |
| 1999 | Volodymyr Hustov      |                   |                     |
| 2000 | Leonardo Branchi      |                   |                     |
| 2001 | Jaroslav Popovyč      | Lorenzo Bernucci  | Roman Luhovyj       |
| 2002 | Roman Luhovyj         |                   |                     |
| 2003 | Daniele Di Nucci      | Gianluca Coletta  | Rosario Ferlito     |
| 2004 | Nicola Scattolin      | Massimo Mazzanti  | Fabrizio Amerighi   |
| 2005 | Daniele Di Nucci      | Emanuele Rizza    | Riccardo Riccò      |
| 2006 | Aurélien Passeron     | Manolo Zanella    | Teddy Turini        |
| 2007 | Cristian Benenati     | Francesco Ginanni | Giuseppe Di Salvo   |
| 2008 | Pierpaolo De Negri    | Massimo Pirrera   | Teddy Turini        |
| 2009 | Davide Appollonio     | Fabio Fadini      | Pierpaolo De Negri  |
| 2010 | Kristian Sbaragli     | Matteo Belli      | Massimo Pirrera     |
| 2011 | Matteo Mammini        | Winner Anacona    | Antonino Parrinello |
| 2012 | Marco Zamparella      | Massimo Pirrera   | Luca Dugani Flumian |
| 2013 | Alberto Bettiol       | Thomas Fiumana    | Gennaro Giustino    |
| 2014 | Luca Sterbini         | Luca Benedetti    | Thomas Pinaglia     |
| 2015 | Thomas Pinaglia       | Andrea Toniatti   | Simone Bernardini   |
| 2016 | Davide Ballerini      | Vincenzo Albanese | Nicola Bagioli      |
| 2017 | Gabriele Bonechi      | Paolo Baccio      | Emanuele Onesti     |
| 2018 | Alberto Dainese       | Tommaso Fiaschi   | Leonardo Marchiori  |
| 2019 | Martin Marcellusi     | Alessandro Covi   | Samuele Battistella |
| 2020 | Leonardo Marchiori    | Kevin Bonaldo     | Nicolò Ferri        |
| 2021 | Tommaso Nencini       | Luca Coati        | Kevin Bonaldo       |
| 2022 | Federico Guzzo        | Nicolò Buratti    | Nicolò Parisini     |
| 2023 | Francesco Della Lunga | Tommaso Nencini   | Nicolò Buratti      |